# Kuratela
Kuratela – instytucja zbliżona do opieki. Jest to ustanawiana sądownie forma ochrony osób bądź praw majątkowych osób, które nie mogą same prowadzić swoich spraw (dziecka poczętego, małoletniego, osoby ubezwłasnowolnionej częściowo, osoby niepełnosprawnej lub osoby nieobecnej). Kuratelę sprawuje kurator ustanowiony przez sąd.

## Funkcje kurateli
- Chroni interesy majątkowe osoby niepełnosprawnej, osoby częściowo ubezwłasnowolnionej, a także dziecka poczętego.
- Doraźna ochrona osoby w określonej sprawie dla dokonania czynności prawnej lub wystąpienia w postępowaniu prawnym.
- Funkcje ochronne nie wprost w odniesieniu do osoby, lecz do majątku, którego przynależność jest jeszcze nieznana.

## Ustanowienie kurateli
Kuratelę ustanawia się w przypadkach przewidzianych w ustawie dla:
- dziecka poczętego (gdy istnieje dla niego przyszły interes prawny);

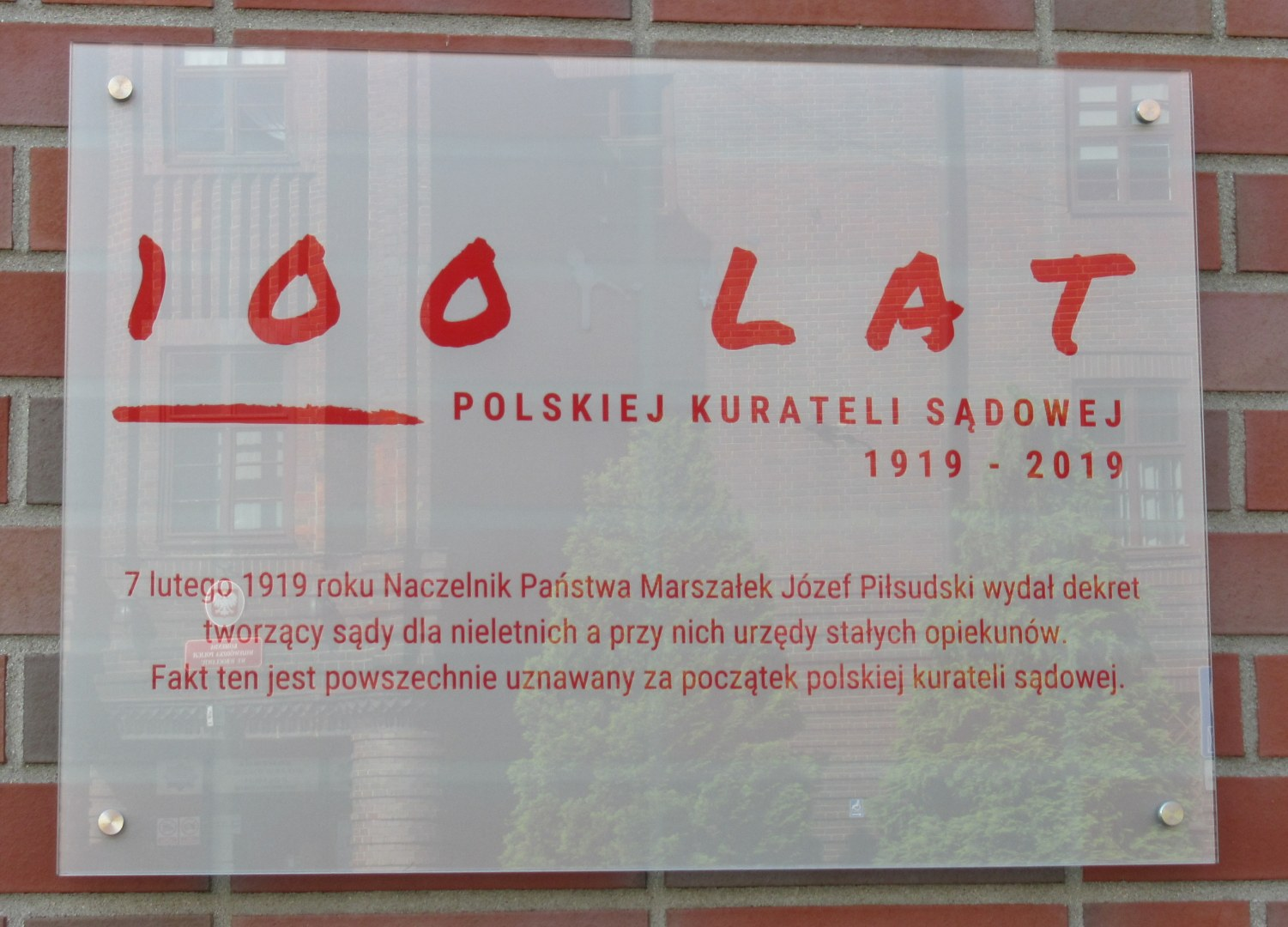
Tablica poświęcona 100-leciu ustanowienia kurateli sądowej (Wrocław)

- osoby niepełnosprawnej;
- osoby ubezwłasnowolnionej;
- osoby małoletniej.

## Ustanie kurateli
- wskutek orzeczenia sądu (gdy ustanie cel jej ustanowienia);
- na wniosek osoby poddanej kurateli (gdy kurator był ustanowiony dla osoby niepełnosprawnej);
- z chwilą urodzenia się dziecka (gdy ustanowiono kuratora dla dziecka poczętego, ale jeszcze nieurodzonego – tzw. curator venrtis);
- z chwilą ukończenia danej sprawy (gdy kurator był ustanowiony do załatwienia poszczególnej sprawy);
- z mocy prawa (gdy kurator był ustanowiony dla osoby ubezwłasnowolnionej, a sąd uchyli ubezwłasnowolnienie).

## Probacyjny model kurateli
Kuratela sądowa jest środkiem resocjalizacyjnym mającym na celu zmianę postawy podopiecznego z antyprawnej na prospołeczną.  Może być rozpatrywana jako system społeczny do wykonywania funkcji z zakresu polityki kryminalnej.

## Wynagrodzenie kuratora
Kurator może wystąpić o stosowne wynagrodzenie za sprawowanie kurateli. Zasadniczo jest pokrywane z majątku osoby, dla której kurator został ustanowiony. Jeżeli natomiast osoba ta majątku nie posiada, wówczas wynagrodzenie pokrywa ten, na czyje żądanie kurator został ustanowiony.